# DVTK Stadion
El DVTK Stadion es un estadio de fútbol situado en la ciudad de Miskolc, Hungría. Es el estadio del equipo local Diósgyőri VTK. Fue inaugurado en 1939, pero en 2016 el recinto fue demolido y dos años después se inauguró un nuevo estadio en el sitio del original. El nuevo estadio tiene la categoría de 4 estrellas de la UEFA y alberga 15 325 espectadores.

## Historia

### Estadio original (1939)

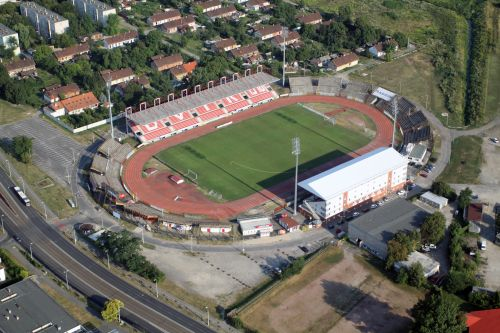
El antiguo estadio.

Antes de la construcción del Diósgyőri Stadion en 1939, el DVTK celebraba sus partidos fuera de un restaurante local, cerca de la fundición. En 1968, el estadio experimentó una gran expansión y se volvió a abrir el 26 de mayo de 1968, con una capacidad aumentada de aproximadamente 22 000 asientos, convirtiéndolo en el mayor estadio de Hungría fuera de Budapest. El récord de asistencia al estadio tuvo lugar el 27 de noviembre de 1968, cuando aproximadamente 35 000 personas se reunieron en el estadio para ver el partido entre el Diósgyőr y el Ferencvárosi TC. Las preocupaciones de seguridad llevaron a la Administración a cerrar dos secciones de las gradas, con lo cual la capacidad del DVKT Stadion se redujo.
La sección más grande en el complejo era la tribuna principal occidental que se construyó en 1939. En 1968 se construyeron otras tres alas con una superficie de césped y una pista de atletismo cubierta, que podría contener partidos de fútbol y campeonatos deportivos. El complejo contenía un campo de entrenamiento con superficie de césped construido en 1977, uno con césped artificial e iluminación construida en 2006. Cerca del estadio hay un campo de entrenamiento cubierto y un antiguo estadio de boxeo, que fue reabierto en 2009 como un campo de fútbol. Se instaló iluminación formal en el estadio y comenzó a funcionar el 15 de noviembre de 2003.
La tribuna principal sufrió su primera renovación en 2005 y 2006. Se volvió a abrir el 23 de abril de 2006 después de someterse a un importante proceso de modernización, que incluyó la adición de un techo y más de 1 504 asientos. En 2009 y 2010, el ala oriental del puesto de 40 años fue demolida. Para el centésimo aniversario del club, se construyeron nuevos puestos cubiertos con un bufet, baños y 3 137 asientos en el llamado "ala soleada" o "Napole oldal". El ala se llamó así porque el sol dificultaba a los aficionados ver los partidos durante las competiciones de la tarde. La construcción comenzó el 10 de agosto de 2009 y se celebró una ceremonia de apertura el 6 de marzo de 2010. La renovación de 2009-2010 costó 400 millones de florines. En 2011 y 2012, los campos de capacitación se modernizaron y se construyeron dos campos adicionales. Actualmente, hay cuatro campos de entrenamiento con iluminación, dos con césped natural y otros dos con césped artificial.
De 1992 a 2000, el campo fue nombrado DFC Stadium debido a que el equipo cambió su nombre de DVTK a Diósgyőr Football Club. Durante la temporada 2007-2008, el nombre del estadio fue DVTK-Borsodi Stadium, debido a un acuerdo de patrocinio. Una sección famosa del estadio se llama Csáki-stand y lleva el nombre de un fan llamado Jozsef Csaki.

### Nuevo estadio (2016-2018)

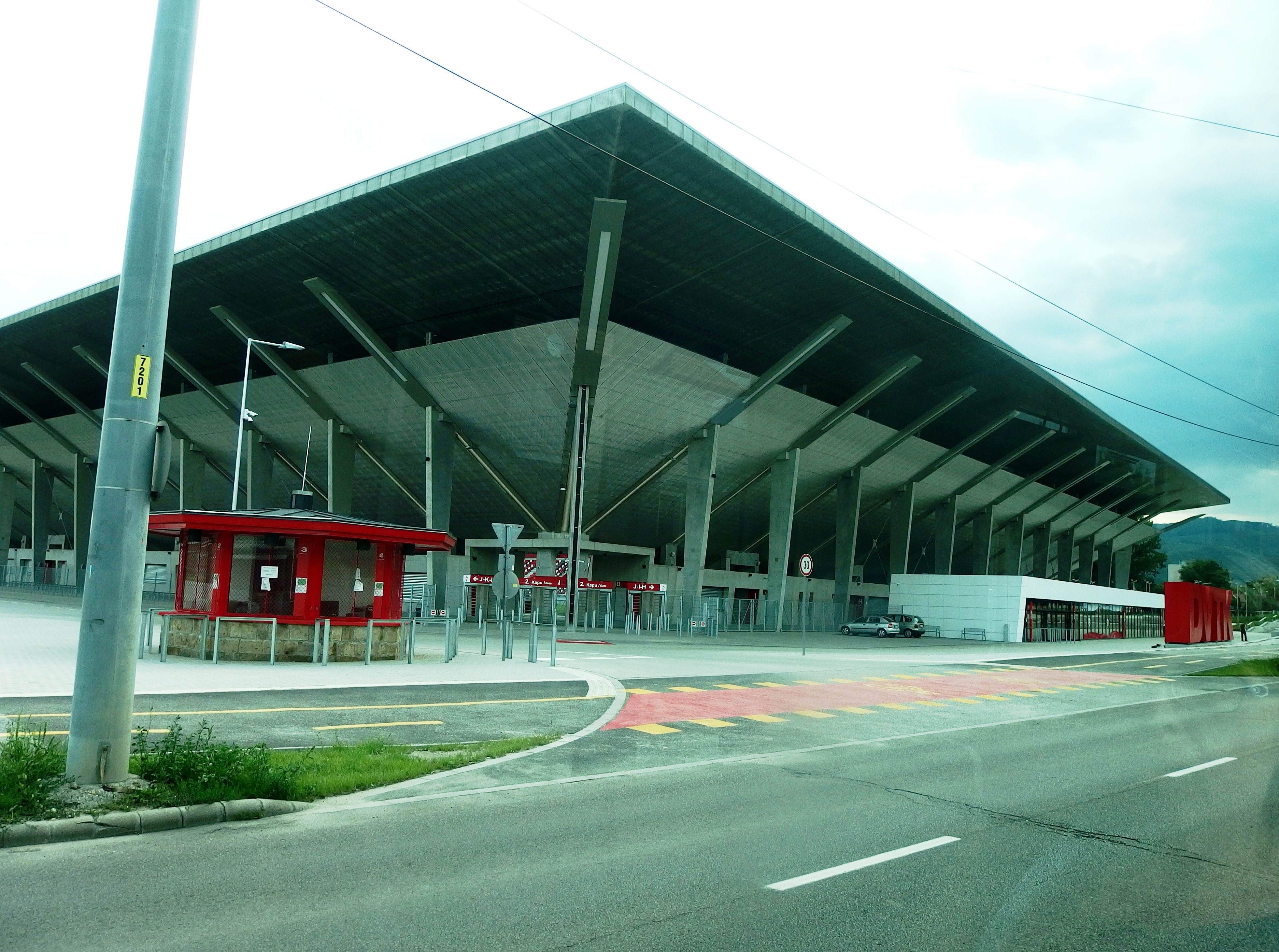
Exterior del nuevo estadio.

El 7 de octubre de 2013, se anunció que un estadio de la categoría C del estadio de la UEFA se construirá en "estilo británico" en Miskolc. El gobierno húngaro garantizará 4,5 mil millones HUF para la construcción. El nuevo estadio podrá albergar a unos 15 000 espectadores. Todo el antiguo estadio será demolido a excepción de la última tribuna construida. Detrás de las porterías se construirían dos tribunas que podrán albergar 2 800 espectadores cada uno, mientras que el nuevo graderío principal recibirá a 6000 aficionados. El alcalde de Miskolc, Ákos Kriza, señaló que la infraestructura debe ser arreglada alrededor del estadio.
El 18 de septiembre de 2014, se anunció que, durante la reconstrucción, Diósgyőr jugará sus partidos en casa en el estadio Miskolci VSC en Miskolc.
El 9 de febrero de 2015, el nuevo estadio de categoría 4 de la UEFA se convirtió en un proyecto destacado del Programa Nemzeti Stadionfejlesztési (Programa Nacional de Desarrollo de Estadios). Del presupuesto de 2015, el proyecto recibirá 2750 millones HUF. Además, el proyecto recibirá otros 800 millones HUF el mismo año. En 2016, 2.7 mil millones HUF estarán disponibles para la reconstrucción.
El 1 de diciembre de 2016 comenzó oficialmente la construcción del estadio. Ákos Kriza, alcalde de Miskolc, dijo que hay construcciones históricas en la ciudad de Miskolc, incluidas las pistas de atletismo en el estadio de Miskolci VSC. Ervin Pásztor, director gerente de Diósgyőri Stadionrekonstrukciós Kft, y Tamás Szabó, director general de Diósgyőri VTK estuvieron presentes.
El 19 de octubre de 2017, el campo estaba cubierto de hierba después de que se instaló el sistema de calefacción. El 30 de enero de 2018, se anunció que se esperan grandes retrasos con respecto a la apertura del nuevo estadio. El 29 de marzo de 2018, se encendieron los reflectores.
El 5 de mayo de 2018, el estadio se inauguró oficialmente. El primer partido oficial se jugó entre el Diósgyőr y Mezkőkövesd en la temporada 2017-18 de la Nemzeti Bajnokság I. El partido terminó con una victoria por 0-1 para el rival Mezőkövesd ante 12 753 espectadores. El primer y único gol fue marcado por el serbio Stefan Dražić en el minuto 88 del partido.